# Трегубенков, Юрий Петрович
Ю́рий Петро́вич Трегу́бенков (родился 18 августа 1953 года) — советский и российский военный деятель, лётчик-испытатель 1-го класса, генерал-лейтенант ВВС России запаса, Герой Российской Федерации (2000).

## Биография
Родился 18 августа 1953 года в посёлке городского типа Любохна (Дятьковский район, Брянская область). Окончил среднюю школу. Поступил в Брянский институт транспортного машиностроения, но не окончил его.
В 1972 году окончил Брянский аэроклуб. В этом же году призван в ряды Советской армии.
В 1976 году окончил Борисоглебское высшее военное авиационное училище лётчиков. После окончания училища служил в Белорусском военном округе, занимал должности командира звена, эскадрильи, заместителя командира полка по лётной подготовке.
Учился в Академии Национальной народной армии ГДР имени Фридриха Энгельса, окончил её в 1988 году.
После окончания академии командовал авиаполком, с 1993 года — авиадивизией.
Учился в Военной академии Генштаба, окончил её 1998 году.
С 1998 года — заместитель начальника Государственного Лётно-испытательного центра имени Чкалова в Ахтубинске.
В 1999 году назначен начальником Государственного лётно-испытательного центра Министерства обороны имени В. П. Чкалова. За время службы Трегубенкову удалось освоить более 30 типов самолётов. Имеет налёт свыше 3000 часов.
Указом Президента Российской Федерации от 25 мая 2000 года за мужество и героизм, проявленные при испытаниях авиационной техники Трегубенкову присвоено звание Героя Российской Федерации.
В ноябре 2008 года ушёл в запас в звании генерал-лейтенанта.
Живёт в городе Астрахани. С 2006 года — депутат Государственной думы Астраханской области.

## Награды
- Медаль «Золотая Звезда» Героя Российской Федерации (25 мая 2000 года);
- Орден «За заслуги перед Отечеством» IV степени[2];
- Орден «За военные заслуги» (2001);
- Орден Красной Звезды (1992);
- Орден «За службу Родине в Вооружённых Силах СССР» III степени (1991);
- Медаль «За укрепление государственной системы защиты информации» I степени (2004)[3];
- Медаль ордена «За заслуги перед Астраханской областью» (23 июля 2008 года) — за большой вклад в обеспечение обороноспособности страны и социально-экономического развития Астраханской области[4];
- Почётное звание «Заслуженный военный лётчик Российской Федерации» (1995);
- Премия Правительства Российской Федерации за значительный вклад в развитие Военно-воздушных сил (17 декабря 2012 года) — за испытания и исследования вооружения, военной и специальной техники Военно-воздушных сил, способствовавшие прогрессу отечественной авиации и средств противовоздушной обороны[5];
- другие награды.